# 馮智政
馮智政（英語：Jacky Fung Chi Ching，1985年1月22日—)，智庫研究員，香港節目主持，2023年年底移居英國。 

## 背景
馮智政在1997年畢業於香港培道小學，同年起至2002年於陳瑞祺（喇沙）書院完成中一至中七學業。後來畢業於香港中文大學物理系，繼而於香港大學修畢國際關係學碩士，現正修讀香港中文大學教育博士（教育領導及政策研究）。
馮智政曾先後任職DBC數碼電台、Now TV節目主持與商業電台節目光明頂主持。
馮智政亦是SocioEdu教育研究社的創辦人和香港政策研究所教育研究及發展中心研究顧問。馮智政關注全球教育改革、中國問題、價值觀教育、商校合作等議題。他積極地參與政策倡議、教育研究、教師專業發展及學校發展。他統籌過教師培育及學校支援計劃，累積服務超過100間中、小學校。研究上，他主理了近年最大型的香港教師調查，學生調查，了解學校的價值觀教育、廿一世紀素養以及對基層學生的教育。

## 外部連結
- 馮智政的Instagram帳戶